# Junelancahui
Junelancahui o también conocido como El Mezquite, es un ejido del municipio de Empalme ubicado en el sur del estado mexicano de Sonora. Según los datos del Censo de Población y Vivienda realizado en 2020 por el Instituto Nacional de Estadística y Geografía (INEGI), Junelancahui (El Mezquite) tiene un total de 405 habitantes.

## Geografía
Junelancahui se sitúa en las coordenadas geográficas 28°04'14" de latitud norte y 110°32'50" de longitud oeste del meridiano de Greenwich, a una elevación de 64 metros sobre el nivel del mar.